# 金昌徳
金 昌徳（キム・チャンドク、김창덕）は、朝鮮民主主義人民共和国（北朝鮮）の軍人、政治家。延安派であったが、後に満州派に傾倒。中国名は李徳山。金昌奉は実弟ともいう。

## 経歴
1902年、咸鏡北道明川郡に生まれる。満州事変後、黒竜江省密山で反日遊撃隊に参加。1930年代、東北人民革命軍第5軍の幹部として満州北部でパルチザン活動。1936年、中国共産党の推薦で東方勤労者共産大学に留学。延安に派遣され、抗日軍政大学東北幹部訓練班で再教育を受けた。中国人の汪東興と共に中国共産党護衛部隊に服務し、毛沢東の護衛責任者の職に就いていたこともあったという。1939年、中共中央警護団分隊長。
1945年11月、朝鮮義勇軍第3支隊が創設されると、その副支隊長を務める。1946年夏に支隊長の李相朝が離脱すると支隊長に就任する。のちに第3支隊は中国人民解放軍独立第11師、第164師に改編されるが金は副師長に就任した。
1949年、第164師を引率して北朝鮮に入国。第164師は朝鮮人民軍第5師団に改称され、金は第5師団長に就任した。
1950年6月、朝鮮戦争が勃発すると第5師団は国境会戦に参加し、第8師団と交戦した。7月、第5師団は東海岸沿いを侵攻する。そのため南進中にアメリカ海軍の砲撃やアメリカ空軍の爆撃で損害が多発した。釜山橋頭堡の戦いでは浦項を巡って第3師団と交戦する。1950年9月に国連軍の反抗作戦が開始されると第5師団は11月に北朝鮮に帰還した。11月22日に第5師団の表彰が行われ、金は国旗勲章第1級を授与された。部隊の再編成の過程で第8軍団長に任命された。しかし組織再編中に無能と評価され、長く補職を受けられないでいた。
1955年、朴一禹の反党・反金日成的行動を告げ口したとされ、これによって朴一禹は逮捕された。朴一禹の粛清に賛成していたことから、金日成の特別な信任を得て、総参謀部幹部局長、総政治局規律委員長を歴任。
1956年4月、労働党中央委員会委員（第3回党大会）。
1958年、軍事代表団団員として中国を訪問。
1961年9月、労働党中央委員会委員（第4回党大会）。
1962年10月、最高人民会議第3期代議員当選、最高人民会議常任委員会委員。
1969年頃に粛清される。